# 1609
Il 1609 (MDCIX in numeri romani) è un anno  del XVII secolo.

## Eventi
- L'astronomo tedesco Johannes Kepler pubblica Astronomia nova, opera in cui formula le prime due leggi che prendono il suo nome.
- Introduzione del tè in Europa
- 9 aprile – Francisco Gòmez de Sandoval, duca di Lerma e valido di Spagna, stipula la "tregua di dodici anni" con le Province Unite.
- 9 aprile (pubblicato il 22 settembre) – decreto di re Felipe III di espulsione dei Moriscos, i sudditi di origine araba, dal regno (cosa che accelererà considerevolmente il declino economico e demografico della potenza spagnola).
- 25 agosto – Galileo Galilei utilizza per la prima volta un cannocchiale per osservare il cielo.
- Garcilaso de la Vega, discendente di un nobile spagnolo e di una principessa Inca, pubblica a Lisbona la prima parte dei suoi Comentarios reales de los Incas.

## Nati

### Gennaio
- 18 gennaio - Ferdinando Hastings, VI conte di Huntingdon, nobile e politico inglese († 1655)
- 20 gennaio - Carlo Ceresa, pittore italiano († 1679)
- 30 gennaio - Wenzel Eusebius von Lobkowicz, nobile e politico ceco († 1677)

### Febbraio
- 18 febbraio - Edward Hyde, I conte di Clarendon, storico e politico inglese († 1674)
- 21 febbraio - Raimondo Montecuccoli, generale, politico e scrittore italiano († 1680)

### Marzo
- 4 marzo - Angelo da Copertino, religioso e pittore italiano
- 7 marzo - Mukai Genshō, filosofo giapponese († 1677)
- 16 marzo - Agostino Mitelli, pittore italiano († 1660)
- 17 marzo - Vincenzo Dandini, pittore italiano († 1675)
- 18 marzo - Federico III di Danimarca, re danese († 1670)
- 21 marzo - Benedikt Sőlőši, poeta e gesuita slovacco († 1656)
- 22 marzo - Giovanni II Casimiro di Polonia, cardinale polacco († 1672)
- 23 marzo - Giovanni Benedetto Castiglione, pittore e incisore italiano († 1664)
- 23 marzo - Johann Heinrich Schönfeld, pittore e incisore tedesco († 1684)
- 25 marzo - Paul Fréart de Chantelou, collezionista d'arte e ingegnere militare francese († 1694)

### Maggio
- 3 maggio - François Ryckhals, pittore e disegnatore olandese († 1647)
- 4 maggio - Benjamin Whichcote, filosofo e teologo inglese († 1683)
- 10 maggio - Ikeda Mitsumasa, militare giapponese († 1682)
- 10 maggio - Maurizia Eleonora del Portogallo, nobildonna portoghese († 1674)
- 16 maggio - Ferdinando d'Asburgo, cardinale, arcivescovo cattolico e generale spagnolo († 1641)
- 20 maggio - Giovanni Francesco Serra, II marchese di Strevi, nobile e militare italiano († 1656)
- 28 maggio - Luc d'Achery, monaco cristiano e storico francese († 1685)

### Giugno
- 17 giugno - Giovanni d'Assia-Braubach († 1651)
- 28 giugno - Pieter van Lint, pittore e disegnatore fiammingo († 1690)

### Luglio
- 1º luglio - Giovanni Argoli, letterato italiano († 1660)
- 14 luglio - Kaspar Jodok von Stockalper, mercante svizzero († 1691)
- 18 luglio - Simone Rau e Requesens, vescovo cattolico e poeta italiano († 1659)
- 28 luglio - Judith Leyster, pittrice e disegnatrice olandese († 1660)
- 29 luglio - Maria Gonzaga, nobile italiana († 1660)

### Agosto
- 8 agosto - Louis Boullogne, pittore e incisore francese († 1674)
- 21 agosto - Jean Rotrou, scrittore e drammaturgo francese († 1650)
- 24 agosto - Giacomo Caimo, giurista italiano († 1679)
- 24 agosto - Maria Cristina de' Medici, nobildonna italiana († 1632)
- 25 agosto - Sassoferrato, pittore italiano († 1685)
- 30 agosto - Artus Quellinus il Vecchio, scultore fiammingo († 1668)

### Settembre
- 3 settembre - Raymond Breton, religioso, missionario e linguista francese († 1679)
- 15 settembre - Johann Hartmann von Rosenbach, vescovo cattolico tedesco († 1675)
- 23 settembre - Ottavio Acquaviva d'Aragona, cardinale italiano († 1674)

### Ottobre
- 5 ottobre - Paul Fleming, poeta e fisico tedesco († 1640)
- 10 ottobre - Giovanni Bona, cardinale e letterato italiano († 1674)
- 14 ottobre - Ernest Gunther di Schleswig-Holstein-Sonderburg-Augustenburg, nobile danese († 1689)
- 22 ottobre - Carlo di Gonzaga-Nevers, nobile († 1631)
- 28 ottobre - Pierre Poussines, gesuita, grecista e teologo francese († 1686)

### Novembre
- 1º novembre - Matthew Hale, giurista, giudice e avvocato inglese († 1676)
- 18 novembre - Franz Haffner, notaio, politico e storico svizzero († 1671)
- 19 novembre - Luigi Mattei, generale, nobile e diplomatico italiano († 1665)
- 23 novembre - Sofia Eleonora di Sassonia († 1671)
- 25 novembre - Enrichetta Maria di Borbone-Francia, regina († 1669)

### Dicembre
- 6 dicembre - Nicola II di Lorena, cardinale francese († 1670)
- 11 dicembre - Alexander Cooper, miniaturista inglese († 1660)
- 29 dicembre - Mario Alberizzi, cardinale italiano († 1680)
- 29 dicembre - Maria Cybo-Malaspina, nobile italiana († 1653)

### Senza giorno specificato
- Giovanni Angelo Canini, pittore e incisore italiano († 1666)
- Francesco Canonici, funzionario italiano († 1652)
- Carlo Cantù, attore teatrale italiano († 1676)
- Gian Domenico Cerrini, pittore italiano († 1681)
- John Clarke, pastore protestante britannico († 1676)
- Marcantonio V Colonna, nobile italiano († 1659)
- Samuel Cooper, pittore inglese († 1672)
- Bernardino Gagliardi, pittore italiano († 1660)
- Henri de Guénegaud, politico e nobile francese († 1676)
- Hanzade Sultan, principessa ottomana († 1650)
- Katherine Wotton, nobildonna inglese († 1667)
- Richard Head, I baronetto, politico inglese († 1689)
- Jan Baptist van Heil, pittore fiammingo
- Hezârfen Ahmed Çelebi, scienziato, inventore e astronomo ottomano († 1640)
- Alessandro III d'Imerezia, re († 1660)
- Salomon Koninck, pittore e incisore olandese († 1656)
- Vibeke Kruse, nobile danese († 1648)
- Vincenzo Lanfranchi, arcivescovo cattolico italiano († 1676)
- Karel van Mander III, pittore olandese († 1670)
- Jan Martszen il Giovane, pittore e incisore olandese
- Alberik Mazak, presbitero e compositore ceco († 1661)
- Francesco Melosio, poeta e magistrato italiano († 1670)
- Carlo Francesco Nuvolone, pittore italiano († 1662)
- Cillo Palermo, poeta e scrittore italiano († 1691)
- Paweł Jan Sapieha, nobile e politico polacco († 1665)
- Celio Piccolomini, cardinale e arcivescovo cattolico italiano († 1681)
- Tobias Pock, pittore tedesco († 1683)
- Placido Puccinelli, storico italiano († 1685)
- Herman Saftleven II, pittore, incisore e disegnatore olandese († 1685)
- Hannibal Sehested, politico e militare danese († 1666)
- Antoine Stockalper, politico svizzero († 1627)
- Adriano Torelli, nobile italiano († 1680)
- Francesco Vignali, compositore e organista italiano († 1659)
- Gerrard Winstanley, religioso e politico britannico († 1676)
- Wu Weiye, scrittore e poeta cinese († 1671)
- Haji Khalifa, storico, geografo e cartografo turco († 1657)
- Fernando de la Torre Farfán, presbitero, poeta e scrittore spagnolo († 1677)

## Morti

### Gennaio
- 4 gennaio - Giovanni Giacomo Gastoldi, compositore e cantante italiano
- 7 gennaio - Matthew Scrivener, esploratore e avvocato inglese
- 8 gennaio - Fernando Niño de Guevara, cardinale spagnolo (n. 1541)
- 11 gennaio - Orazio Maffei, cardinale e arcivescovo cattolico italiano (n. 1580)
- 17 gennaio - Giulio Cesare Croce, scrittore, cantastorie e commediografo italiano (n. 1550)
- 21 gennaio - Giuseppe Giusto Scaligero, storico, scrittore e umanista francese (n. 1540)

### Febbraio
- 3 febbraio - Ferdinando I de' Medici, cardinale italiano (n. 1549)
- 10 febbraio - Serafino Olivier-Razali, cardinale e patriarca cattolico francese (n. 1538)
- 27 febbraio - Robert Sackville, II conte di Dorset, politico inglese (n. 1561)

### Marzo
- 5 marzo - Francesco Calzolari, farmacista e botanico italiano (n. 1522)
- 23 marzo - Tanaka Yoshimasa, militare giapponese (n. 1548)
- 25 marzo - Isabelle de la Tour, nobildonna francese (n. 1535)
- 25 marzo - Olaus Martini, religioso svedese (n. 1557)
- 25 marzo - Giovanni Guglielmo di Jülich-Kleve-Berg, duca (n. 1562)

### Aprile
- 4 aprile - Carolus Clusius, botanico e docente francese (n. 1526)
- 6 aprile - Merkelis Giedraitis, vescovo cattolico lituano
- 14 aprile - Gasparo da Salò, liutaio e contrabbassista italiano (n. 1540)
- 22 aprile - Organtino Gnecchi Soldo, gesuita e missionario italiano (n. 1532)
- 28 aprile - Sebastiano Cattaneo, vescovo cattolico e scrittore italiano (n. 1545)
- 28 aprile - Marsilio Landriani, vescovo cattolico italiano (n. 1528)

### Maggio
- 11 maggio - Antoine d'Estrées, nobile e ufficiale francese (n. 1529)
- 13 maggio - Giovanni Battista Armenini, scrittore e pittore italiano (n. 1530)
- 15 maggio - Giovanni Croce, compositore italiano (n. 1557)
- 19 maggio - García Hurtado de Mendoza, militare spagnolo (n. 1535)
- 19 maggio - Jacob Lorhard, filosofo tedesco (n. 1561)

### Giugno
- 4 giugno - Kyōgoku Takatsugu, militare giapponese (n. 1560)
- 14 giugno - Giulia Orsini, nobile italiana
- 15 giugno - Yamada Arinobu, militare giapponese (n. 1544)
- 23 giugno - Giulio Cesare Gonzaga di Bozzolo, nobile italiano (n. 1552)
- 25 giugno - Giulio Cesare d'Austria

### Luglio
- 8 luglio - Ludovico III de Torres, cardinale e arcivescovo cattolico italiano (n. 1551)
- 15 luglio - Annibale Carracci, pittore italiano (n. 1560)
- 20 luglio - Federico Zuccari, pittore italiano (n. 1539)
- 29 luglio - Ludovico Agostini, letterato italiano (n. 1536)

### Agosto
- 18 agosto - Francis Vere, militare inglese (n. 1560)

### Settembre
- 2 settembre - Ippolito Baccusi, compositore italiano
- 17 settembre - Pierre Biard il Vecchio, architetto e scultore francese (n. 1559)
- 17 settembre - Judah Loew, rabbino, filosofo e mistico ceco
- 19 settembre - Giovanni Battista Caccia, nobile italiano (n. 1571)

### Ottobre
- 1º ottobre - Giovanni Matteo Asola, compositore italiano (n. 1524)
- 9 ottobre - Henri van Cuyk, vescovo cattolico e umanista olandese (n. 1546)
- 9 ottobre - Giovanni Leonardi, presbitero e santo italiano
- 16 ottobre - Dorotea Edvige di Brunswick-Wolfenbüttel, principessa (n. 1587)
- 26 ottobre - Matsudaira Tadayori, militare giapponese (n. 1582)

### Novembre
- 25 novembre - Pedro de Castro, arcivescovo cattolico portoghese (n. 1537)

### Dicembre
- 25 dicembre - Oswald Croll, alchimista, medico e farmacista tedesco (n. 1560)

### Senza giorno specificato
- Giovanni Lorenzo d'Anania, geografo e teologo italiano (n. 1545)
- Jacob Arminio, pastore protestante e teologo olandese
- Barnabe Barnes, poeta e drammaturgo inglese (n. 1571)
- Giovan Francesco Beatrice, criminale italiano (n. 1556)
- Giovanni Francesco Bordini, arcivescovo cattolico italiano (n. 1536)
- Francisco Cabral, gesuita e missionario portoghese (n. 1529)
- Cornelis Claesz, cartografo e editore olandese (n. 1546)
- Elizabeth Cooke, poetessa, scrittrice e nobile inglese (n. 1528)
- Andrea Fachinei, giurista italiano (n. 1549)
- Antonio Ferraro, pittore italiano (n. 1523)
- Antonio Gentili, scultore e orafo italiano (n. 1519)
- Giovanni Pietro Gnocchi, pittore italiano (n. 1553)
- James Hamilton, III conte di Arran, nobile e militare scozzese
- Joseph Heintz il Vecchio, pittore svizzero (n. 1564)
- John Lumley, I barone Lumley, nobile e letterato inglese (n. 1533)
- Celio Malespini, scrittore, falsario e avventuriero italiano (n. 1531)
- Muzio Manfredi, poeta e commediografo italiano
- Ulrich Mettler, condottiero e politico svizzero
- Scipione Montalcini, vescovo cattolico italiano
- Giulio Morina, pittore italiano
- Nasu Sukeharu, militare giapponese (n. 1556)
- Giovanni Battista Natolini, tipografo e scrittore italiano (n. 1551)
- Tullio Petrozzani, politico e religioso italiano (n. 1538)
- John Ratcliffe, esploratore e politico inglese (n. 1549)
- Altobello Salicato, tipografo italiano
- Tamura Naomasa, militare giapponese (n. 1543)
- Giusto Utens, pittore fiammingo
- Tiburzio Vergelli, scultore italiano (n. 1551)
- Hans Vredeman de Vries, architetto, ingegnere e pittore fiammingo
- Pedro de Aguado, francescano spagnolo (n. 1538)
- Lodovico de Grigis, vescovo cattolico italiano

## Calendario
| Calendario 1609 | Calendario 1609 | Calendario 1609 | Calendario 1609 | Calendario 1609 | Calendario 1609 | Calendario 1609 | Calendario 1609 | Calendario 1609 | Calendario 1609 | Calendario 1609 | Calendario 1609 | Calendario 1609 | Calendario 1609 | Calendario 1609 | Calendario 1609 | Calendario 1609 | Calendario 1609 | Calendario 1609 | Calendario 1609 | Calendario 1609 | Calendario 1609 | Calendario 1609 | Calendario 1609 | Calendario 1609 | Calendario 1609 | Calendario 1609 | Calendario 1609 | Calendario 1609 | Calendario 1609 | Calendario 1609 | Calendario 1609 | Calendario 1609 |
| --------------- | --------------- | --------------- | --------------- | --------------- | --------------- | --------------- | --------------- | --------------- | --------------- | --------------- | --------------- | --------------- | --------------- | --------------- | --------------- | --------------- | --------------- | --------------- | --------------- | --------------- | --------------- | --------------- | --------------- | --------------- | --------------- | --------------- | --------------- | --------------- | --------------- | --------------- | --------------- | --------------- |
|                 | 1               | 2               | 3               | 4               | 5               | 6               | 7               | 8               | 9               | 10              | 11              | 12              | 13              | 14              | 15              | 16              | 17              | 18              | 19              | 20              | 21              | 22              | 23              | 24              | 25              | 26              | 27              | 28              | 29              | 30              | 31              |                 |
| Gennaio         | Gi              | Ve              | Sa              | Do              | Lu              | Ma              | Me              | Gi              | Ve              | Sa              | Do              | Lu              | Ma              | Me              | Gi              | Ve              | Sa              | Do              | Lu              | Ma              | Me              | Gi              | Ve              | Sa              | Do              | Lu              | Ma              | Me              | Gi              | Ve              | Sa              |                 |
| Febbraio        | Do              | Lu              | Ma              | Me              | Gi              | Ve              | Sa              | Do              | Lu              | Ma              | Me              | Gi              | Ve              | Sa              | Do              | Lu              | Ma              | Me              | Gi              | Ve              | Sa              | Do              | Lu              | Ma              | Me              | Gi              | Ve              | Sa              |                 |                 |                 |                 |
| Marzo           | Do              | Lu              | Ma              | Me              | Gi              | Ve              | Sa              | Do              | Lu              | Ma              | Me              | Gi              | Ve              | Sa              | Do              | Lu              | Ma              | Me              | Gi              | Ve              | Sa              | Do              | Lu              | Ma              | Me              | Gi              | Ve              | Sa              | Do              | Lu              | Ma              |                 |
| Aprile          | Me              | Gi              | Ve              | Sa              | Do              | Lu              | Ma              | Me              | Gi              | Ve              | Sa              | Do              | Lu              | Ma              | Me              | Gi              | Ve              | Sa              | Do              | Lu              | Ma              | Me              | Gi              | Ve              | Sa              | Do              | Lu              | Ma              | Me              | Gi              |                 |                 |
| Maggio          | Ve              | Sa              | Do              | Lu              | Ma              | Me              | Gi              | Ve              | Sa              | Do              | Lu              | Ma              | Me              | Gi              | Ve              | Sa              | Do              | Lu              | Ma              | Me              | Gi              | Ve              | Sa              | Do              | Lu              | Ma              | Me              | Gi              | Ve              | Sa              | Do              |                 |
| Giugno          | Lu              | Ma              | Me              | Gi              | Ve              | Sa              | Do              | Lu              | Ma              | Me              | Gi              | Ve              | Sa              | Do              | Lu              | Ma              | Me              | Gi              | Ve              | Sa              | Do              | Lu              | Ma              | Me              | Gi              | Ve              | Sa              | Do              | Lu              | Ma              |                 |                 |
| Luglio          | Me              | Gi              | Ve              | Sa              | Do              | Lu              | Ma              | Me              | Gi              | Ve              | Sa              | Do              | Lu              | Ma              | Me              | Gi              | Ve              | Sa              | Do              | Lu              | Ma              | Me              | Gi              | Ve              | Sa              | Do              | Lu              | Ma              | Me              | Gi              | Ve              |                 |
| Agosto          | Sa              | Do              | Lu              | Ma              | Me              | Gi              | Ve              | Sa              | Do              | Lu              | Ma              | Me              | Gi              | Ve              | Sa              | Do              | Lu              | Ma              | Me              | Gi              | Ve              | Sa              | Do              | Lu              | Ma              | Me              | Gi              | Ve              | Sa              | Do              | Lu              |                 |
| Settembre       | Ma              | Me              | Gi              | Ve              | Sa              | Do              | Lu              | Ma              | Me              | Gi              | Ve              | Sa              | Do              | Lu              | Ma              | Me              | Gi              | Ve              | Sa              | Do              | Lu              | Ma              | Me              | Gi              | Ve              | Sa              | Do              | Lu              | Ma              | Me              |                 |                 |
| Ottobre         | Gi              | Ve              | Sa              | Do              | Lu              | Ma              | Me              | Gi              | Ve              | Sa              | Do              | Lu              | Ma              | Me              | Gi              | Ve              | Sa              | Do              | Lu              | Ma              | Me              | Gi              | Ve              | Sa              | Do              | Lu              | Ma              | Me              | Gi              | Ve              | Sa              |                 |
| Novembre        | Do              | Lu              | Ma              | Me              | Gi              | Ve              | Sa              | Do              | Lu              | Ma              | Me              | Gi              | Ve              | Sa              | Do              | Lu              | Ma              | Me              | Gi              | Ve              | Sa              | Do              | Lu              | Ma              | Me              | Gi              | Ve              | Sa              | Do              | Lu              |                 |                 |
| Dicembre        | Ma              | Me              | Gi              | Ve              | Sa              | Do              | Lu              | Ma              | Me              | Gi              | Ve              | Sa              | Do              | Lu              | Ma              | Me              | Gi              | Ve              | Sa              | Do              | Lu              | Ma              | Me              | Gi              | Ve              | Sa              | Do              | Lu              | Ma              | Me              | Gi              |                 |